# ハズビン・ホテル
『ハズビン・ホテル』（Hazbin Hotel）は、ヴィヴィアン・"ヴィヴジポップ" ・メドラーノによって作られたアメリカ合衆国の大人向けインディー・ミュージカル・シチュエーション・コメディアニメ。メドラーノが監督とプロデュースを行っている。当初、パイロット版の公開日を2019年10月5日と発表していたが、2019年10月28日に公開された。2020年8月7日にはA24によるテレビシリーズの制作が発表された。日本では、2020年9月16日にパイロット版の日本語吹き替えがヴィヴィアン・"ヴィヴジポップ" ・メドラーノの公式YouTubeチャンネルにて公開。2024年1月19日にはA24とAmazon MGMスタジオによるテレビシリーズが『ハズビン・ホテルへようこそ』のタイトルでAmazonプライムビデオ独占配信として新たな日本語吹き替えで公開された。スピンオフ作品に『ヘルヴァ・ボス』がある。
このシリーズは、自分の王国の人口過密問題を円満に解決するために悪魔を更生させるという、一見途方もない目標を掲げる地獄の王女、チャーリーを主軸に置いている。

## ストーリー
罪を犯して死んで悪魔になった罪人たちが住む地獄。罪人たちが溢れかえるために犯罪発生率も人口密度も過密化していく地獄では年に一度に天使たちが駆除（エクスターミネーション）の名の下に悪魔たちの虐殺を行うことで人口を減らしていた。そのむごたらしい行為に心を痛める地獄のプリンセス・チャーリーは、母から夢を受け継ぎ、父からの反対を押し切り地獄の環境改善の為に罪人の更生施設「ハッピー・ホテル」を開設したが、悪魔たちから異常者扱いされて大失敗してしまう。そんな彼女のもとに突然「ホテルの運営を手伝う」と赤ずくめの紳士姿の男がホテルにやってきた。彼の正体は、多くの地獄の権力者を葬り去り、その惨状をラジオで放送したという「ラジオデーモン」の悪名を持つアラスター。アラスターの協力のもと、チャーリーはチャーリーの恋人ヴァギー、セクシー俳優エンジェル・ダスト、面倒くさがりなバーテンダーのハスク、お転婆なメイドのニフティと共に「ハッピー・ホテル」改め「ハズビン・ホテル」の運営と入居者集め、そしてエクスタミーネーションの阻止に向けて奮闘していくことになる。

## 登場人物
- 担当声優は本国版 / Amazonプライムビデオ版 / パイロット版の順。

### 地獄界
チャーリー・モーニングスター（Charlie Morningstar）
声 - エリカ・ヘニングセン/清水理沙/須田のりえ、（歌唱パート）Kella
本作の主人公。ブロンドの長髪と白い肌、赤色の丸い頬が特徴。一見人間のように見えるが、牙や赤い足の蹄など動物のような特徴も備えている。地獄の支配者ルシファーとリリスの娘で、悪魔たちから異常者扱いされている地獄のプリンセス。一人称は「私」。主要キャラクターの中では唯一の地獄生まれの生粋の悪魔で、本名はシャーロット・モーニングスター（Charlotte Morningstar）。母から夢を受け継ぎ、父の反対を押し切りハッピーホテルを開業した。歌うことが大好きで心優しい性格。また、エクスターミネーションを無意味な行為としており、自己改善と魂の贖罪を通して地獄の住民がそれを回避することを願い、入居者集めや住人の更生、虐殺の阻止など山積みの問題に対して努力してはいるが、後先を考えない性格も相まって成果はふるわない。それでも夢を諦めない前向きさを持つ。争いごとを嫌うが怒ったり感情が昂ると悪魔らしい角が生え、秘めた戦闘能力も高い。最初期の原案ではスチームパンクをモチーフとした全く異なるキャラクターだったが、原作者のヴィヴィアンが”チャーリー”という名前を気に入ったため、名前のみハズビン・ホテルのキャラクターへと引き継がれた。性的指向はバイセクシュアリティで、ヴァギーとは恋人同士。
キーキー（KeeKee）
チャーリーの飼っている一つ目の猫。ホテル自体の化身でもあり、ハズビン・ホテルの鍵。タイトルロゴの"T"部分はキーキーが化けている。シーズン1、8話でハズビン・ホテルを再建させる際、ルシファーが魔法として使用し、チャーリーに渡した鍵もキーキーである。
ラズルとダズル（Razzle and Dazzle）
ヤギの悪魔。チャーリーへルシファーから贈られたペット。名前の由来はそのまま"razzle-dazzle"（意味＝見せびらかす、バカ騒ぎ、競技のトリックプレー）から取られている。本来は小さいが巨大な怪物の姿になることも可能で、シーズン1、8話にてチャーリーとともにアダムに立ち向かった。
ヴァギー（Vaggie）
声 - ステファニー・ベアトリス/種市桃子/ひらり
チャーリーの親友であり恋人。灰色がかったラベンダーの肌と、白いロングヘア、左目に掛けられたX型の眼帯が特徴。リアリストで慎重な性格で、チャーリーが目標として挙げている「地獄の住民の更生」をサポートし、可能な限りトラブルや屈辱を遠ざけることに全力を尽くしている。一人称は「私」。大事な人には優しいが、用心深くて男性不信。暴走しがちなチャーリーの行動に心配が尽きない。ホテル運営に関しては困難が山積みの状況にもかかわらず、役割を果たそうと全力を尽くしている。正体はエクスタミーネーションの際に幼い子どもを助けたがために地獄に堕とされた堕天使であり、天使リュートに翼をもぎ取られ片目を奪われたため、彼女とは因縁がある。シーズン1、7話においてカミラ・カーマインと特訓したあと新たな翼を手に入れる。人間としての死亡年は2014年で、地獄では比較的新参者。
エンジェル・ダスト（Angel Dust）
声 - ブレイク・ローマン/平野潤也/くろぐろ
セクシー俳優。大きく膨らんだ毛皮の胸と薄ピンクの斑点、後頭部のハートの模様が特徴。普段は4本だが収納式の腕が2本あり、計6本の腕を持つ。蜘蛛の悪魔。
一人称は、「俺」。皮肉屋で生意気でイタズラ者。銃器や爆発物を簡単に扱え、薬物や売春、抗争に殴り込んだりと奔放に振る舞い下品な言葉を話すことが多いが、実は硬く心の鎧をまとった寂しがり屋であり、自分と他人の間に壁を設け不安定な自分を隠し、周囲の人が助けてくれることを期待しないなど、救いという考えに対して皮肉な見方をしている。ホテルの最初の入居者だが、当初は更生は望んでおらず、無償で寝泊まりできるからとの理由で居付いていただけだった。
雇用主であるヴァレンティノに契約で縛られ、精神、肉体共にDVを受けて苦しんでいたが、ハスクに本音を打ち明け、ホテルの友人たちとの交流から本気で更生を願うようになり、後に自分の意志をヴァレンティノにぶつけ、反抗できるほどに精神の自由を取り戻した。人間としての死亡年は1947年で、薬物の過剰摂取が主な死因であり、”エンジェル・ダスト”は死因となったドラッグの呼び名。パイロット版でもエンジェル・ダストを購入しているシーンがある。生前の本名はアンソニー（Anthony）、誕生日は4月1日。大家族の犯罪者一家の生まれで、兄のアラックニス（Arackniss）と二卵性双生児の妹、モリ―（Molly）の兄妹がおり、父母含め親族のほとんどが地獄に居る。性的指向はホモセクシュアリティのゲイだが、進んで好まないが仕事であれば女性と寝ることもできる。ファットナゲット（Fat Nuggets）という名の地獄の豚を飼っており、とても可愛がっている。
アラスター（Alastor）
声 - アミール・タライ/佐藤せつじ/山下公平、（歌唱パート）Much the tackle
ラジオデーモンの悪名を持つ赤ずくめの紳士姿をした謎の男。赤髪、赤目、赤いスーツなど赤を基調としたカラーリングが特徴。鹿の悪魔。一人称は「私」。ラジオノイズのエフェクトがかかった声と、常に笑顔を浮かべている姿が印象的。しかし笑顔の裏には彼の非常に暗い側面を隠しており、他人が彼の価値観や期待に沿って行動しなかった場合、暴力的行為を行うことを躊躇しない。失敗ばかりするチャーリーに興味を持って、彼女のホテルの運営を手伝いに訪ねてきたが、純粋に応援したいというよりは、チャーリーが奮闘したり失敗することをエンターテイメントとして楽しんでいる。彼はホテルの常連客としてホテルにスタッフを提供し、外部の脅威からチャーリーを守っている。地獄に堕ちて早々に、高位の悪魔たちを惨殺する様子をラジオで生中継したことで、「ラジオデーモン」の異名で呼ばれ非常に恐れられていたが、7年前に突然地獄から姿を消していた。シーズン1最終話において彼もまた何者かとの契約に縛られ、その破棄のためにチャーリーを利用しようとしていることが明らかになった。人間としての死亡年は1933年、ルイジアナ州ニューオーリンズ出身。アラスターは本名で、地獄でも人間時代と同じ名前を使っている数少ない悪魔のうちの1人。母以外の家族構成は不明。生前はラジオ番組の人気司会者であり、南部の連続殺人鬼でもあった。テレビなど、自分が死んだ以降に普及したテクノロジーを好まず、それがヴォックスと対立する理由になっている。死因に関係しているため犬を嫌っていることが示唆されている。性的指向はアセクシャル。
ハスク（Husk）
声 - キース・デイヴィッド/平林剛/高井環
ハズビン・ホテルのフロントマン兼バーテンダー。長くて赤い眉毛と大きな翼が特徴。猫の悪魔。
一人称は「俺」。ホテルに人手が足りなかったためアラスターに召喚された。不愛想で怠け者、皮肉屋な性格。非常に観察力があり、人の気持ちを深く読み取り解決まで導く洞察力を持っている。戦闘力面ではトランプカードを使って戦い、接近攻撃や発射体の鋭い武器として機能し、手榴弾のように使用することもできる。
かつては上級悪魔だったがギャンブル中毒の末に自分の魂まで売ってしまい、アラスターに魂を支配されている。同じく契約で縛られている者同士としてエンジェルを励まし友情を結ぶ。
ニフティ（Niffty）
声 - キミコ・グレン/松嶌杏実/MALTA
ハズビン・ホテル唯一のメイド。尖った手足、大きな一つ目が特徴。目立ちたがりで活発的、綺麗好きな元気な女の子。一人称は「アタシ」。ホテルに人手が足りなかったためアラスターに召喚された。掃除や料理、裁縫が得意で、仕事以外ではファンフィクションを読んだり書いたりしている。かなりのサイコパスで悪いことや悪いやつに興味津々。信頼訓練の一環として戦場に放り込まれた際には暴力的な一面が際立っていた。マゾヒズムの傾向があり、ステージから落ちた時の痛みが気に入り、飛び降りることを繰り返していた。常にホテルを掃除し、虫を殺すためにナイフを持ち出すほどには執着心が強い。最終話でアダムの隙をつき惨殺するという快挙を遂げた。
サー・ペンシャス（Sir Pentious）
声 - アレックス・ブライトマン/上田燿司/花井千隼 ※パイロット版は”サー・ペンシス”表記
自称「発明家であり破壊の建築家であり、類い稀なる悪者」。複数の目がついた尻尾と一つ目の帽子が特徴。蛇の悪魔。一人称は「私」。アラスターとは20戦20敗。チームVに所属するためにハズビン・ホテルにスパイとして潜り込んだが、あっさりバレて見捨てられる。その後、チャーリーたちと和解し、ハズビン・ホテルの入居者になった。最初は警戒しあっていたが、やがてホテルの仲間に深く信頼を置くようになった。人間としての死亡年は1888年で、ビクトリア朝時代の発明家だった。シーズン1の最終話で軍服姿で天使達に立ち向かい、愛するチェリーボムに別れのキスをしてエッギーズと共に自己犠牲の死を遂げた。最終的に天使として生まれ変わり、最初に天国へたどり着いた悪魔として描かれた。
エッギーズ（Frank and the Egg Boiz）
声 - ブレイク・ローマン/平野潤也/山東けい、Kella、山下公平 ※パイロット版は”エッグたち”表記
サー・ペンシャスの手下たち。卵の悪魔。かなり子供っぽくて間抜けで憎めない。それぞれ名前があるらしいが、「フランク」という名前を呼ばれるまで気づかなかったらしい。シーズン1の最終話で1人を除いてペンシャスと命運を共にした。
チェリー・ボム（Cherri Bomb）
声 - クリスティナ・アラバド/小若和郁那/MALTA
バツマークの入った瞳とそばかすが特徴。一つ目の悪魔。一人称は「私」。エンジェルの友人。戦闘が大好きで、爆弾を使用し銃火器等も扱い、戦闘能力や身体能力全般も極めて高い。かつてペンシャスとは縄張り争いを繰り返しており、再会した彼に対して気に食わない様子だったが、次第にほだされかけていた。最終話で彼からキスをされるが、同時に彼を失う。
リリス（Lilith）
チャーリーに夢を託した母親。シーズン1冒頭で7年前に姿を消し、実の娘チャーリーとも音信不通であることが明かされたが、最終話で実は天国にいることが明らかになった。
ルシファー（Lucifer Morningstar）
声 - ジェレミー・ジョーダン/花輪英司
かつては神に次ぐ地位を持っていた堕天使でありイブをそそのかした張本人。傲慢の大罪。チャーリーの父親でありリリスの夫。以前より娘の夢に反対していたが、その真意は誰よりも娘を愛するがゆえだった。アラスターとはお互い尊敬の念を持っている。躁鬱ぎみでテンションの乱高下が激しいが、地獄の王としての権能は強力で、アダムをもてあそび歯牙にもかけないほど。「ルールーワールド」という遊園地を地獄で運営している。
ヴァレンティノ（Valentino）
声 - ジョエル・ペレス/後藤ヒロキ
チームVの1人。蛾の悪魔。アダルト映画のスタジオを所有し、性産業を運営している。エンジェル・ダストの雇い主であり彼を契約で縛り付け、暴力を振るい束縛している。杖のコレクションを大量に持っている。
ヴェルヴェット（Velvette）
声 - リリー・クーパー/斉藤梨絵
チームVの1人。人形の悪魔。辛口なファッションデザイナーでインフルエンサー。エクスターミネーション後、何者かに殺害された天使の死体を見つけたことで、天使を殺すことが可能なら反撃に転じるべきだとの主張と共に、その生首を会議の場で上級悪魔たちに突き付けた。武器商人でありながら戦争に消極的で、天使の首を見て動揺したカミラを見て、彼女が天使殺害に関わっているのではないかという疑いを深める。
ヴォックス（Vox）
声 - クリスチャン・ボール/遠藤大智
チームVの1人。テレビの悪魔。ヴォックス・テック・エンタープライズのCEO。感情に応じて電気を発生させることができ、怒れば地獄全体の停電も可能。本人が電気になることもできる。以前アラスターをチームV(V軍団､VVV､Vees)に誘ったことがあったが、断られて以降、彼をライバル視し執着している。
カミラ・カーマイン（Carmilla Carmine）
声 - ダフネ・ルービン＝ヴェガ/森なな子
上級悪魔の女性。地獄一の武器商人。エクスターミネーションの際、娘たちを逃がすため時間を稼ごうとし、密かに身に付けていた天使の鋼の武器で天使を殺してしまう。それにより、それまで不可能とされてきた「天使を殺す方法」を知ってしまうが、それが外部に漏れ、地獄全体が止められない戦争へと向かい、家族と仲間が破滅することを恐れて秘匿した。チャーリーに頼まれたヴァギーが「天使を殺す方法」を尋ねに来た際は、最初は拒絶しつつも復讐ではなく愛する人のために戦えと特訓をつけ、天使を倒す方法を教えた。
オデットとクララ
声 - 松嶌杏実(オデット)、櫻庭有紗(クララ)
カミラの愛する娘たち、秘書のような形で母の仕事の手伝いをしている。眼鏡をかけているのがオデット、髪がカールしているがクララ。
ゼスティアル（Zestial）
声 - ジェームズ・モンロー・アイグルハート/白熊寛嗣
上級悪魔の老紳士。蜘蛛の悪魔。街の悪魔たちには恐れられ、カミラからは敬われている、かなりの力を持った悪魔。上級悪魔の会議で天使たちに反撃することを提案したヴェルヴェットに対し、戦争になることは避けるべきと主張し、またカミラが天使殺害に関わっていると気が付き気遣うなど、慎重で思慮深い面を見せる。だが、ヴェルヴェットからはそんな態度を時代遅れ、怖気づいていると非難される。
ロージー（Rosie）
声 - レスリー・クリッツァー/櫻庭有紗
上級悪魔の淑女。カニバルの悪魔でありながら、良き相談役で温厚な性格。アラスターの親友であり食人嗜好を持った悪魔たちに大きな影響力を持つ。アラスターに協力しチャーリーに助力する。
スーザン（Susan）
声 -  キリコ・グレン/松嶌杏実
地獄の人喰いタウンに住む年配の人喰い。アラスター曰く「意地悪ババア」。話の分かる者が多い人喰いたちの中では例外的存在で、ロージーにとっても悩みの種になるほど偏屈で疑り深い捻くれ者。人喰いたちへの説得を試みるチャーリーを罵倒し続けて激怒させ、失敗に追い込んだ。しかし、ロージーによって気持ちの切り替えをしたチャーリーが得意の歌と踊りを交え、妨害をものともせず演説を完遂したことから、仕方なく負けを認め賛同した。
ミムジー（Mimzy）
声 - サラ・スタイルズ/櫻庭有紗
アラスターの旧知。アラスターとは生前からの長い付き合いがあり、他人から意図せず触れられることを極度に嫌うアラスターがそうされても全く気にしない一人。背が低く少々太めだが、アラスターによると若く痩せていた頃は美女だった模様。方々に借金をしては踏み倒しを繰り返すなど筋金入りのトラブルメーカーで、追っ手に追い詰められそうになるとアラスターの下を訪れ、代わりに撃退してもらうのが毎度のお約束になっている。
ケイティ・キルジョイ（Katie Killjoy）
声 - フェイ・マタ（パイロット版）、ブランドン・ロジャース/後藤ヒロキ/タケナマコ
地獄のニュース番組「666」のアンカーウーマン。尊大で横暴な性格で、生放送でチャーリーの夢を手ひどく馬鹿にして笑った。
トム・トレンチ（Tom Trench）
声 - アミール・タライ/佐藤せつじ/瀧深
地獄のニュース番組「666」のアシスタントアンカー。ガスマスクのようなものを付けているが、それそのものが顔。ケイティに邪険に扱われている。

### 天国界
アダム（Adam）
声 - アレックス・ブライトマン/上田燿司
原初の人間であり天使。地獄の住民を虐殺するエリミネーターズの指揮官。下劣な性格で天使とは思えない卑猥な発言もしばしば。
シーズン1の最終話ではエクスターミネーションで悪魔達に対して圧倒的な攻撃を加えたが、チャーリーの命を奪おうとしたことに激昂したルシファーにボロボロにされ、我を忘れて罵詈雑言を吐き散らしているところを背後からニフティにメッタ刺しにされるという自業自得の最期を迎える。
リュート（Lute）
声 - Jessica Vosk/櫻庭有紗
アダムの部下として付き従う天使、冷酷かつ残忍な性格だが、最終話ではアダムの末路に泣き叫ぶ一面も持つ。以前のエクスターミネーション執行の際、地獄の子供に情けをかけこっそり逃がしたヴァギーを天使失格と断じ、左目と翼を奪い堕天させた。
聖ピーター (Saint Peter)
声 - ダレン・クリス/高橋英則
天国の門番。
セラ（Sera）
声 - Patina Miller/斎藤恵理
熾天使。アダムをエリミネーションズの指揮官に任命した。厳格だが、堕天してしまうかもしれないエミリーを心配しエクスターミネーションを行っていることを隠す一面を持つ。
エミリー（Emily）
声 - Shoba Narayan/宇山玲加
幼き熾天使。悪魔に対しても優しさを持っていて、同じ人間の魂であることを信じ、罪が許されることを祈っている。セラが自分に対して天国が行っている虐殺を隠していたことを知り、チャーリーの味方になることを誓う。

## 専門用語
地獄
主なストーリーの舞台。ヘルヴァ・ボスと世界観を共有しており、7つの大罪の名を冠した大罪の悪魔たちが支配する縦の7階層で構成されている。罪人が転生した悪魔たちはルシファーの支配階層である傲慢の階層から出ることが許されておらず、結果深刻な人口過密が起きている。また徹底した身分社会であり下位種族への差別も深刻である。
悪魔
地獄の住民でありメインキャラクターたちの種族。ルシファーのように地獄の原初から存在する悪魔、チャーリーのように産まれながらに悪魔である者、エンジェルのように生前の罪で悪魔に転生した元人間の3種類が存在している。きわめて享楽的かつ卑猥、暴力的で争いが絶えない種族ではあるが人間と同じように愛や友情を重んじる者もいる。契約という制度があり、強制的な上下関係や魂の支配を強制することができる。
ハズビン・ホテル
元はハッピー・ホテル。パイロット版でアラスターがハズビン・ホテルと改名した。チャーリーが発案した地獄初の更生施設。セカンドチャンスを支援し、悪魔が更生することで天国へ昇天し人口問題を解決して、ひいてはエクスタミーネーションを阻止するために作られた。最終話で全壊するが再建され、またチャーリーたちは知らないがサー・ペンシャスの昇天で理論が正しかったことが証明された。
上級悪魔
オーバーロードとも。アラスターやVOXが該当する悪魔の中でも上位にあたる存在。地獄の運営やさまざまな企業を経営している。アラスターが起こした虐殺事件で古株の上級悪魔が次々に殺害されたために大規模な世代交代が起き、現在でも上級悪魔同士の争いが絶えない。更に上位に大罪の悪魔たち、悪魔貴族などがヘルヴァ・ボスに登場している。
天使
天国に住まう住人たち。セラのように天地創造から存在する純正の天使とアダムのように生前のおこないが評価されて昇天した元人間の天使が存在する。一方的に地獄や悪魔たちを苦しめるが実のところは明確な「天国に行く基準」は天使たちにさえわかっておらず、また天使が上級の天使たちから怒りを多数買うことで堕天使となり地獄に堕ちることはあれども「犯した罪を償いやり直したい」と願う者に対する救済の方法もわかっていない。
エクスタミーネーション
アダム率いる女性天使で構成された部隊、エリミネーターズによって年に1度行われる地獄への虐殺行為。天国では公にされておらず一部の天使しか知らない。大義名分としては反乱防止のためだが実際はアダムたちは悪魔をいたずらに殺すことを楽しんでいる。セラやエミリー、ヴァギーなど天使の中にも罪悪感や反感を持つ者もおり、また天使が落とした、廃棄した悪魔殺しの武器が地獄で取引され新たな殺人を引き起こすなど非常に害のある行為である。
エクソシスト
エクスターミネーションの際、地獄へと派遣される選ばれた天使たち。アダムの私設部隊、エリミネーターズに組み込まれている。天使の鋼でできた特殊な武器を持ち、黒、白、灰色で構成されたスーツと、黒い角が付いた仮面を身に纏い均質的な見た目をしている。戦闘能力が高く残忍で殺戮そのものを好むが心がないわけではなく、ごく稀にヴァギーのように良心の呵責を覚える個体も発生する。地獄の住人である悪魔を殺せるのはエクソシストのみであり、逆に天使を殺す場合、またはエクソシスト以外が悪魔を殺すためには、彼女たちが使う武器が必要。
チームV(V軍団､VVV､Vees)
地獄の一角で絶対的な権力を持つ頭文字がVの上級悪魔三人組チーム。チームの全員がヴォックス率いるヴォックステックス社にて高い地位に就いている。かつてヴォックスはアラスターを仲間に引き入れようとしたらしく(prime本編ではアラスターがラジオで暴露したため判明)、それ以降ヴォックスを筆頭に目の敵にしている。

## 各話リスト
| 話数                 | サブタイトル                                       | 監督                     | 脚本                                                                     | 公開日               |                      |                      |                      |                      |                      |                      |                      |                      |                      |                      |                      |                      |                      |                      |                      |                      |                      |                      |                      |                      |
| パイロット版（2019） | パイロット版（2019）                               | パイロット版（2019）     | パイロット版（2019）                                                     | パイロット版（2019） | パイロット版（2019） | パイロット版（2019） | パイロット版（2019） | パイロット版（2019） | パイロット版（2019） | パイロット版（2019） | パイロット版（2019） | パイロット版（2019） | パイロット版（2019） | パイロット版（2019） | パイロット版（2019） | パイロット版（2019） | パイロット版（2019） | パイロット版（2019） | パイロット版（2019） | パイロット版（2019） | パイロット版（2019） | パイロット版（2019） | パイロット版（2019） | パイロット版（2019） |
| -------------------- | -------------------------------------------------- | ------------------------ | ------------------------------------------------------------------------ | -------------------- | -------------------- | -------------------- | -------------------- | -------------------- | -------------------- | -------------------- | -------------------- | -------------------- | -------------------- | -------------------- | -------------------- | -------------------- | -------------------- | -------------------- | -------------------- | -------------------- | -------------------- | -------------------- | -------------------- | -------------------- |
| 第0話                | HAZBIN HOTEL (PILOT) That's Entertainment          | ヴィヴィアン・メドラーノ | デイブ・カプデヴィエル レイモンド・ヘルナンデス ヴィヴィアン・メドラーノ | 2019年10月28日       |                      |                      |                      |                      |                      |                      |                      |                      |                      |                      |                      |                      |                      |                      |                      |                      |                      |                      |                      |                      |
| シーズン1（2024）    |                                                    |                          |                                                                          |                      |                      |                      |                      |                      |                      |                      |                      |                      |                      |                      |                      |                      |                      |                      |                      |                      |                      |                      |                      |                      |
| 第1話                | 幕開け Overture                                    | ヴィヴィアン・メドラーノ | ヴィヴィアン・メドラーノ                                                 | 2024年1月19日        |                      |                      |                      |                      |                      |                      |                      |                      |                      |                      |                      |                      |                      |                      |                      |                      |                      |                      |                      |                      |
| 第2話                | ビデオ・スターの悲劇 Radio Killed the Video Star   | ヴィヴィアン・メドラーノ | アダム・ネイラン＆ヴィヴィアン・メドラーノ                               | 2024年1月19日        |                      |                      |                      |                      |                      |                      |                      |                      |                      |                      |                      |                      |                      |                      |                      |                      |                      |                      |                      |                      |
| 第3話                | スクランブルなエッギーズ Scrambled Eggs            | ヴィヴィアン・メドラーノ | アリエル・ラデンソーン                                                   | 2024年1月19日        |                      |                      |                      |                      |                      |                      |                      |                      |                      |                      |                      |                      |                      |                      |                      |                      |                      |                      |                      |                      |
| 第4話                | 仮面 Masquerade                                    | ヴィヴィアン・メドラーノ | アダム・ネイラン＆ヴィヴィアン・メドラーノ                               | 2024年1月19日        |                      |                      |                      |                      |                      |                      |                      |                      |                      |                      |                      |                      |                      |                      |                      |                      |                      |                      |                      |                      |
| 第5話                | パパ対パパ Dad Beat Dad                            | ヴィヴィアン・メドラーノ | レイチェル・カプラン                                                     | 2024年1月26日        |                      |                      |                      |                      |                      |                      |                      |                      |                      |                      |                      |                      |                      |                      |                      |                      |                      |                      |                      |                      |
| 第6話                | 天国へようこそ Welcome to Heaven                   | ヴィヴィアン・メドラーノ | アダム・スタイン                                                         | 2024年1月26日        |                      |                      |                      |                      |                      |                      |                      |                      |                      |                      |                      |                      |                      |                      |                      |                      |                      |                      |                      |                      |
| 第7話                | こんにちは ロージー Hello Rosie!                   | ヴィヴィアン・メドラーノ | アリエル・ラデンソーン                                                   | 2024年2月2日         |                      |                      |                      |                      |                      |                      |                      |                      |                      |                      |                      |                      |                      |                      |                      |                      |                      |                      |                      |                      |
| 第8話                | ザ・ショー・マスト・ゴー・オン The Show Must Go On | ヴィヴィアン・メドラーノ | アダム・スタイン                                                         | 2024年2月2日         |                      |                      |                      |                      |                      |                      |                      |                      |                      |                      |                      |                      |                      |                      |                      |                      |                      |                      |                      |                      |

## スタッフ

### 日本語版制作
- 翻訳 ‐ 村富梨絵、小島さやか
- 訳詞 ‐ Ayako kawai
- 演出 ‐ 依田孝利
- 音楽演出 ‐ 市之瀬洋一、安西康高
- 制作 ‐ 東北新社

## 劇中歌
- 作中にはミュージカルシーンが複数含まれており、挿入歌の一つ『悪魔は皆心に虹がある』（Inside of Every Demon is a Rainbow）（パイロット版）はパリー・グリップが作曲を行っている[25]。

### シーズン1

#### 1話
『Happy Day In Hell』
歌:清水理沙、種市桃子、平野潤也
『Hell Is Forever』
歌:清水理沙、上田燿司

#### 2話
『Stayed Gone』
歌:遠藤大智、後藤ヒロキ、佐藤せつじ
『It Starts With Sorry』
歌:清水理沙、上田燿司、種市桃子、平野潤也

#### 3話
『Respectless』
歌:斉藤梨絵、森なな子、白熊寛嗣
『Whatever It Takes』
歌:白熊寛嗣、森なな子、種市桃子

#### 4話
『Poison』
歌:平野潤也
『Loser, Baby』
歌:平林剛 、平野潤也

#### 5話
『Hell's Greatest Dad』
歌:花輪英司、清水理沙、佐藤せつじ、松嶌杏実、櫻庭有紗
『More Than Anything』
歌:花輪英司、清水理沙

#### 6話
『Welcome To Heaven』
歌:高橋英則、宇山玲加、斎藤恵理
『You Didn't Know』
歌:宇山玲加、斎藤恵理、清水理沙、種市桃子、櫻庭有紗、上田燿司

#### 7話
『Out For Love』
歌:森なな子
『Ready For This』
歌:清水理沙、松嶌杏実、佐藤せつじ、櫻庭有紗

#### 8話
『More Than Anything (Reprise)』
歌:種市桃子、清水理沙
『Finale』
歌:清水理沙、花輪英司、種市桃子、平野潤也、平林剛、松嶌杏実、小若和郁那、遠藤大智、後藤ヒロキ、佐藤せつじ

## 備考
- パイロット版の吹き替えはフランス語版と日本語版が公式として配信されているが、日本語版は元々、海外YOUTUBERの吹き替えやスピーチ番組の翻訳を行っている吹き替え集団『RASH A1M（ラッシュエイム）』が有志を募り、2020年5月10日に自身のYoutubeチャンネル及びニコニコ動画[26]で公開したファンメイド、いわゆる二次創作の日本語吹き替え動画が公式の目に留まり、逆輸入される形で公式化したものである。ファンメイド版は当初ミュージカルシーンは字幕のみだったが、公式化するにあたり日本語歌唱パートを追加するなどした動画が新たに制作された[27]。現在、RASH A1MのYoutubeチャンネルにてファンメイド版も再公開されている[注 5][28]。